# Museo Histórico Alemán

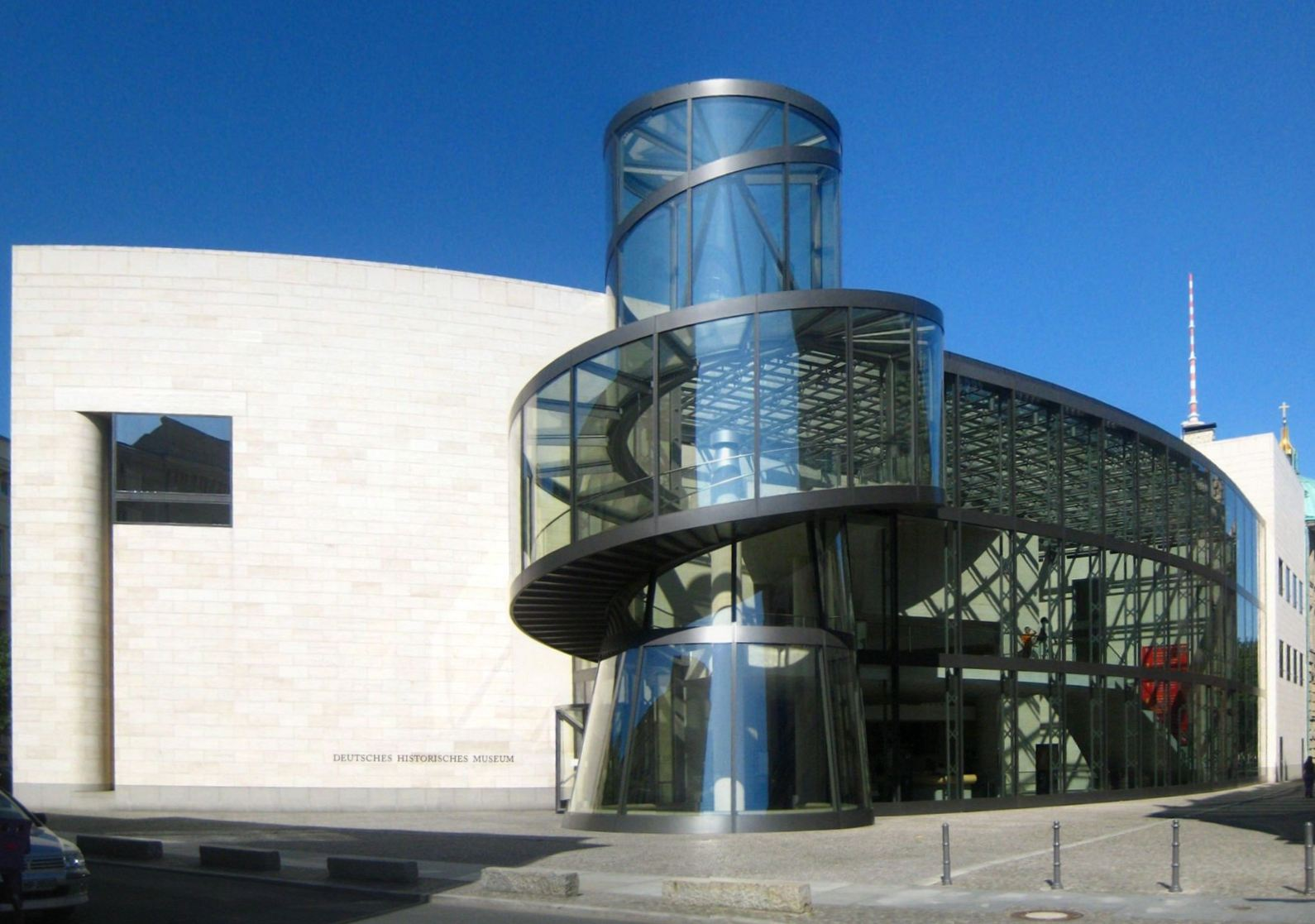
Ampliación del DHM por Ieoh Ming Pei (2009).

El Museo Histórico Alemán, abreviación DHM, es el museo de Historia alemana en Berlín. El museo es una fundación patrocinada por la República Federal de Alemania. El gremio director es el Kuratorium (consejo de administración) con representantes del gobierno y del parlamento de la república, y de los gobiernos de los "Länder" (Estados federados alemanes).
El museo se ha dado por misión posibilitar el entendimiento de la visión del otro, para reflejar la historia y la cultura en un nivel más alto, especialmente en el actual periodo de internacionalización y globalización.
El museo se encuentra en el Zeughaus (Berlín) (Antiguo Arsenal), el edificio más antiguo de la avenida Unter den Linden (“Bajo los Tilos”), ampliado por un anexo moderno, construido por Ieoh Ming Pei e inaugurado en 2003.

## Historia del Museo
El museo se fundó el 28 de octubre de 1987, en la celebración del 750º aniversario de la ciudad Berlín, en el Reichstag en entonces Berlín Oeste (Westberlin). A consecuencia del éxito de la exposición sobre los Prusianos de 1981 en el Martin-Gropius-Bau, el entonces alcalde de Bérlin (Oeste), Richard von Weizsäcker encargó un memorando a cuatro historiadores —Hartmut Boockmann, Eberhard Jäckel, Hagen Schulze y Michael Stürmer— que se presentó en 1981 con el título: Deutsche Historisches Museum in Berlin (Museo Histórico Alemán en Berlín). El proyecto tenía un gran apoyo en el Canciller Helmut Kohl, quien en su Discurso del Estado de la Nación, el 27 de febrero de 1985 en el Deutscher Bundestag (Parlamento Alemán), cualificó la fundación de un Museo Histórico Alemán (DHM) en Berlín como un deber nacional de rango europeo. Una comisión de 16 historiadores, historiadores del arte y directores de museos elaboró en 1985/86 la concepción para el museo y la presentó en una audiencia publica al debate. La redacción final formó la base de la fundación del museo. Presentar la historia alemana en una relación internacional se marcó como núcleo de la tarea del museo.
El 28 de julio de 1987 se firmó la escritura social por la creación de la "Sociedad para la Creación del Museo Histórico Alemán limitada" entre la República Federal Alemana y el Land Berlín.
El oponente más prestigioso de la fundación fue Christian Ströbele - entonces político de Alternative Liste - predecesor de Die Grünen (Los Verdes). El argumentó en un escrito polémico de Los Verdes, editado en diciembre de 1986, que el museo sirviera como "instrumento" para distanciarnos los recuerdos del horror del nacionalsocialismo y encerrarlos.
Inicialmente fue el Spreebogen en los alrededores del Reichstag el lugar elegido. El concurso de arquitectura convocado con este fin, fue reportado en 1988 por el arquitecto italiano Aldo Rossi.
Tras la reunificación alemana, el 3 de octubre de 1990, el gobierno alemán traspasó al DHM las colecciones y la propiedad inmobiliaria del entonces "Museum für Deutsche Geschichte". Ya en septiembre de 1990 fue puesto bajo tutela del director del DHM por el último gobierno de la Deutsche Demokratische Republik. Así se destinó el Zeughaus como el hogar del Museo Histórico Alemán. En septiembre de 1991 se presentaron ya las primeras exposiciones en el Zeughaus.
A poco tiempo de su fundación el DGM empezó la creación de la colección. Una primera muestra representativa presentó a partir de 1994 la exposición permanente „Bilder und Zeugnisse der deutschen Geschichte“ (Imágenes y Testimonios de la Historia Alemana) con más que 2000 obras expuestas.
Entre 1994 y 1998 se restauró la fachada del Zeughaus según principios históricos. En 1998 cerró el Zeughaus y fue saneado por el gabinete de arquitectura Winfried Brenne. A raíz de la nueva construcción entre 1998 y 2004 de la sala de exposiciones de Ieoh Ming Pei, el Schlüterhof (patio con las máscaras de Andreas Schlüter) fue cubierto con un techo de vidrio. Desde 2003 está abierta la nueva sala de exposiciones para exposiciones temáticas con una superficie de 2.700 m² en 4 niveles. La exposición permanente Deutsche Geschichte in Bildern und Zeugnissen (Historia Alemana en Imágenes y Testimonios) fue inaugurado por la canciller Angela Merkel el 2 de junio de 2006.
Desde el 30 de diciembre de 2008 el DHM es una fundación pública (Stiftung des öffentlichen Rechts) de la República Federal Alemana. También es titular de la fundación Sichtbares Zeichen - Stiftung Flucht, Vertreibung, Versöhnung, fundada en 2009 para la creación de un centro de conmemoración y documentación de huida y destierro en el pasado reciente.
Dirección
Director general del museo respectivamente presidente de la fundación:
- 1987-1999 Christoph Stölzl
- 2000-2011 Hans Ottomeyer
- 2011-2016 Alexander Koch
- desde el año 2017 Raphael Gross

## Exposiciones
En el Zeughaus se presenta la exposición permanente Deutsche Geschichte in Bildern und Zeugnissen (Historia Alemana en Imágenes y Testimonios) en un espacio de 8.000 m². Más de 8000 obras expuestos transmiten los variados y tensos 2.000 años de la historia alemana en el contexto europeo.
En la sala de exposiciones de I. M. Pei se ofrece cuatro pisos para exposiciones temáticas.
- Desde el 25 de junio hasta el 24 de octubre de 2010 se presentó la exposición temática Burg und Herrschaft (Castillo y Dominio).[4] Era un proyecto de cooperación con el Germanischen Nationalmuseum Nürnberg (Museo Nacional Germánico), en el que se enseñó desde el 8 de julio hasta el 7 de noviembre de 2010 la exposición Mythos Burg (Mito Castillo). El catálogo fue editado por Rainer Atzbach, Sven Lüken y Hans Ottomeyer y publicado en el editorial Sandstein en Dresden ISBN 978-3-942422-02-4 aufgelegt. Beide Ausstellungen bildeten das Fundament für die für 2011 geplante Dauerausstellung zur deutschen Burgengeschichte auf der Veste Heldburg in Thüringen.
- Desde el 15 de octubre de 2010 hasta el 27 de febrero de 2011 se presentó la exposición temática Hitler und die Deutschen. Volksgemeinschaft und Verbrechen.[5] Con más de 265.000 visitantes fue la exposición temática del museo en la sala de exposiciones de I. M. Pei.
- En conjunto con la Deutsche Hochschule der Polizei (Escuela superior de la policía) el DHM presentó la exposición Ordnung und Vernichtung – Die Polizei im NS-Staat (Orden y exterminio - La policía en el estado nacionalsocialista) desde el 1 de abril hasta 28 de agosto de 2011, en cuyo foco está el rol de la policía en el nacionalsocialismo.
- A partir del 2 de diciembre de 2011 se presentará la gran exposición histórico-cultural Der deutsche Wald. Eine Kulturgeschichte (El bosque alemán. Una historia cultural).

## Las colecciones del Museo Histórico Alemán

### Colección por áreas
Cultura del día Itécnicas y productos y equipos médicos, Artículos para el hogar, promoción de productos: alrededor de 70.000 objetos.
Cultura del día IImoda, vestuario, textiles, escudos civiles, Religiosa: alrededor de 45.000 objetos.
Cultura del día IIIjuguetes, postales, artículos políticos, especial de inventario, soportes del sonido: alrededor de 40.000 objetos.
Grabados antiguos y valiososGrabados del siglo XV hasta el siglo XX: alrededor de 25.000 objetos.
Documentos Idocumentos, hojas sueltas, colección de folletos y mapas, autógrafos, Sellos y libros de autógrafos desde 1914: alrededor de 50.000 objetos.
Documento IIálbumes de fotos, periódicos, folletos, propaganda, Mapas y planos de autógrafos a partir de 1914: alrededor de 120.000 objetos.
Archivo de películas850 películas.
Artesanía y esculturas desde 1900muebles, cerámica, arte de vidrio y de metal, diseño, esculturas desde el siglo XIII hasta el siglo XIX: alrededor de 6000 objetos.
Impresiones y dibujoshistorial de eventos del siglo XVI ª al 20
 Retrato I Colección de impresos del siglo XV al XX: 100.000 hojas.
Arte IPintura desde 1900: alrededor de 700 objetos.
Arte II / Colección de fotografíasPinturas y esculturas del siglo XX y XXI: 3000 objetos y 10 000 fotografías.
Militaria Iarmas antiguas y el armamento, equipo militar: 20.000 propiedades
Militaria IImedallas de uniformes, banderas, y las decoraciones, los militares-Gráficos: 30.000 objetos.
Numismática 80.000 objetos.
Afiches1896-1938 carteles artísticos de la colección de Hans Sachs, 
colección de carteles políticos de 1920-1960 Wolf y carteles de la DDR: cerca de 80.000 objetos.

## Biblioteca
La biblioteca especial científica de la historia alemana y común como del sistema de museos contiene más de 225.000 tomos, de los que son 13 000 tomos raros, 40.000 tomos revistas y periódicos, 5.000 tomos militaria y 15.000 catálogos de museos. La biblioteca de consulta se encuentra en el edificio administrativo del museo detrás del Zeughaus, que pertenecía desde 1899 hasta 1945 a la Preußischen Central-Genossenschaftskasse (Caja Prusiana Asociativa Central) más tarde a la empresa estatal de la DDR, Minol.

## Cine
El cine del Zeughaus con sus 165 plazas es parte integral del Museo Histórico Alemán y se encuentra dentro del Zeughaus. Sus objetivos primordiales son la formación de temas históricos generales y cinematográficos a un programa que se caracteriza, además por colecciones acompañantes a las exposiciones por sus retrospectivas temáticas.

## El museo en línea
El Museo Histórico Alemán mantiene en colaboración con el Haus der Geschichte der Bundesrepublik Deutschland en Bonn una presencia amplia en Internet que se llama LeMO - Lebendiges virtuelles Museum Online (Museo virtual vivo en línea), con informaciones de la historia alemana desde 1871 hasta el presente. Más de 30.000 páginas HTML, 165.000 imágenes, grabaciones de audio y video se presentan en la Web.
El DHM tiene el banco de datos de objetos más amplio en línea de todos los museos de Alemania. El banco de datos contiene actualmente unos 500.000 objetos y guarda foto digital para aproximadamente un 70% de estos objetos. Los derechos de reproducción para usos comerciales administra el archivo de imágenes de la DHM que factura los honorarios para el uso comercial. Publicaciones científicas tampoco están exentos de esta tarifa.